# KBCホークスナイター
『KBCホークスナイター』（ケイビーシーホークスナイター）は、九州朝日放送（KBCラジオ）が放送しているプロ野球ナイトゲーム中継番組である。みずほPayPayドームに本拠をもつ福岡ソフトバンクホークス戦を中心に放送している。
ホークスが本拠地を福岡に移す前から同局のナイターは『KBCジャンボナイター』（ケイビーシージャンボナイター）のタイトルで放送し、現行タイトルは2005年シーズンから使用。ただし1990年から1992年までは『ジャンボナイター』の前に『ナイトゲームスロープ』のタイトルが冠され、『ナイトゲームスロープ KBCジャンボナイター』として放送されていた。
デーゲーム中継については『KBCダイナミックホークス』（2015年以前は『KBCダイナミックホークス実況中継』）のタイトルで放送している。
いずれもキャッチフレーズは『カチタカ!』（2018年〜）で、テレビの『スーパーベースボール・ホークス戦中継』でも使用。
本項では、現行タイトルになる前の同局プロ野球中継についても記述する。

## 歴史

### ライオンズ福岡本拠地時代 - 埼玉移転後（ - 1988年）
1978年まで、福岡には西鉄ライオンズ→太平洋クラブ→クラウンライターライオンズが本拠地を置いていたため、ライオンズ戦中継を基本編成としていた。また、シーズンオフ時は西武ライオンズのチーム情報番組として文化放送から『ライオンズエキスプレス』をネット受けしていたこともある（放送開始不明 - 1991年3月）。
JRN・NRNが発足する前は在京・在阪局とはTBSラジオ（『TBSナイター』）・朝日放送（ABC、『プロ野球ナイター実況中継』）との局間ネットを中心とし、時折ラジオ関東（RF、『バッチリナイター』）・ラジオ関西（CR、『ゴールデンナイター』）・ラジオ大阪（OBC）とも局間ネットを組むこともあった が、NRN発足と加盟以降は在京局とはニッポン放送（LF、『ニッポン放送ショウアップナイター』）・文化放送（QR、『1万ドルナイター』）との局間ネットとなり、在阪局とはABCのみならず毎日放送（MBS）とも局間ネット関係が生じた。
ライオンズの埼玉県本拠地移転後から南海ホークスの福岡移転まで（1979年から1988年）は、福岡（平和台野球場または小倉球場）で開催の試合のみ全国ラジオネットワーク（NRN）系列局向けに自社制作した。それ以外は原則巨人戦中継優先でNRNナイターを同時放送した。ただし放送権や移動日などの理由でNRNナイターの本番カードで非巨人戦を編成した日を中心に、KBCが独自に西武戦を予備カードから繰り上げて本番カードに差し替える場合もあった。
その関係で時折LF（平日）やQR（週末）が福岡開催かつNRN独占のヤクルトスワローズまたは横浜大洋ホエールズ主催試合をKBCからの裏送りで放送し、一方KBCがLFやQRからの裏送りで西武戦を放送するというねじれ現象が、当時NRNに放送権がなかった巨人主催試合の裏カード時を中心に何度か発生していた（どちらがNRN本番扱いかはその時々で異なった）。

なお巨人主催試合の一部で、NRNのRFに対する報復措置が緩和された以降はRFラジオ日本からネットを受けた。その関係で福岡開催時のRF制作中継への技術協力も行っていた。

### ホークス福岡移転後 - 現在
1989年、福岡ダイエーホークス（2005年より福岡ソフトバンクホークス）が福岡を本拠にしてからは、ホークス戦中継に基本編成を切り替え、殆どのホークス戦を放送する。1997年10月12日に行われたロッテとのシーズン最終戦ダブルヘッダー両試合及び2002年には一部の試合を完全放送しないこともあったが、2022年まで原則として毎年『ホークス戦全試合実況中継』をキャッチコピーとし、ホーム・ビジター関係無く全試合中継していた。これは競合局RKB毎日放送（RKBラジオ）がJRN単独加盟のため、2005年より始まった交流戦での東京ヤクルトスワローズ主催のホークス戦が放送権の関係上日本シリーズを除いて放送できないことや、かつて土曜日ならびに祝日でない平日の午後に通常のワイド番組を優先し、デーゲームがあっても放送しなかった（土曜デーゲームは2010年より時間帯限定で中継。祝日でない平日のデーゲームは2017年より中継）ことなどを意識している。2022年時点で特定球団の全試合を放送するラジオ局はKBC・RCCの2局である。
しかし、2023年シーズン以降はパ・リーグTV、DAZNなどの動画配信の普及に伴う聴取率低迷、新型コロナウイルス感染拡大によるラジオを取り巻く状況の大きな変化に加えて委託制作（裏送り）予算の都合上、レギュラーシーズン期間中の土・日曜日のビジター開催試合をデーゲーム・ナイターを問わず放送しないこととなり、全試合中継を取りやめた。そのため、2023年シーズンは『迫力実況』の看板を掲げている。なお、月曜を含む平日のビジターゲーム（デーゲームを含む）や、平日・週末を問わず東京・大阪で開催されるホームゲームについては放送を継続している。
ビジターゲーム放送縮小に伴う、NRN独占のためRKBで原則的に放送できないヤクルト主催のソフトバンク戦や、東海ラジオの制作で常時局間ネットが可能な中日主催のソフトバンク戦が土・日曜の開催となった場合、前者の初めての実例となった2025年（デーゲーム開催）は乗り込み自社制作（6月7日＝解説：内川聖一、実況：沖繁義、6月8日＝解説：前田幸長、実況：和田侑也）により特例での放送を予定している一方、後者はまだ実例がない。
一方KBCテレビでは一部の試合で土・日曜にビジターのデーゲーム中継を乗り込み自社制作で行うことがあり、関東圏の試合では近郊に在住の前田幸長を主に解説で起用している。
2023年7月15日〜17日の対オリックス3連戦は後述の世界水泳福岡や15日の山笠中継にアナウンサーが携わっていた関係でベンチリポーター不在で中継を行った。(選手、監督の談話は実況アナウンサーがそのまま読み上げた）
2024年シーズンは土日のビジター戦は中継しないが開幕カードのオリックス戦は3試合とも中継した。またキャッチコピーは松田宣浩がKBCプロ野球解説者に就任したことにちなみ、『シン・熱男 GAMUSHARA実況』の看板をあげている。なお、2024年9月23日は、優勝決定試合として、京セラドーム大阪で行われるオリックス対ソフトバンクの試合をKBCプロ野球解説者の藤原満とKBCアナウンサーの沖繁義で中継を行った。

## 概要
火曜 - 金曜の17:55 - 試合終了まで放送（ソフトバンク戦以外のカードは最大延長23:50）。原則として土曜・日曜・月曜ナイターは定時中継しないが、福岡ソフトバンクホークス戦のナイター開催時に限って『KBCホークスナイタースペシャル』（ケイビーシーホークスナイタースペシャル）として放送する。その場合の放送時間は土曜と月曜であれば火曜 - 金曜と同じであるが、日曜の放送は18:00 - 試合終了までである。土曜については2012年度まではホークス戦ナイターの有無に関係なく編成されていた。
土・日曜ならびに祝日のデーゲームはタイトルを『KBCダイナミックホークス』とし、12:55 - 試合終了まで放送（プレイボールの時間によって適宜変動。2015年度までの番組タイトルは『KBCダイナミックホークス実況中継』）。2018年まで土曜・日曜の15時台は毎日放送制作の中央競馬中継（土曜は『パーフェクト競馬』→『GOGO競馬サタデー!』、日曜は『みんなの競馬』→『GOGO競馬サンデー!』）が放送されていたためレースを中継している時間帯は地上波は中断するが、対中日戦の場合はこの間も東海ラジオへ裏送りされていた。
なお、日曜日は長年にわたりワイド番組（2021年現在は「KBC Sunday Music Hour」＜8:30-18:00＞）への内包（フロート番組）の扱いであるが、パーソナリティーが絡むシーンはない。土曜日についても同様にワイド番組（2019年度からは「サタデーミュージックカウントダウン」＜13:00-19:00＞）への内包であるが、2011年から2015年まではワイド番組が15時を境として2分化されていたため、そのワイド番組（最終はゆうゆうサタデーと富田薫の洋楽天国）を短縮する形で独立番組扱いであった。さらに2016年から2019年度の土曜ナイター（17:00開始の薄暮試合を除く）についても夜のワイド番組へ内包されていた。なお、KBCラジオの番組表では「ダイナミックホークス」はワイド番組とは別番組扱いとされているが、「サンデーおすぎ」と「STEP」公式サイトでは「ダイナミックホークス」は1コーナーの扱いとして番組内容を掲載していた。
ジャンボナイター時代の2002年まで、携帯電話のau（開始当初はセルラー）と提携し、auの携帯電話から、全国どこからでも中継が聴けるというサービスを実施していた。

ソフトバンク主催試合と一部ビジターゲームではインターネット音声中継を行う。2008年からKBCテレビ中継の場合は、その映像を使った動画配信となる。しかし、2011年シーズンからはKBCテレビ中継の場合のみの実施に縮小となる（これはradikoの放送開始も遠因といえる。但しradikoでは2013年シーズン途中まで北海道日本ハムファイターズ、東北楽天ゴールデンイーグルス、千葉ロッテマリーンズの主催試合は配信されなかった）。そのことから、2011年以後、ソフトバンク戦デーゲームと競馬が重なる場合でも、基本ソフトバンク戦中継を優先し、競馬のメインレース発走時間に合わせて、そのレースの実況に切り替える（ソフトバンク戦のない場合とGI競走開催日は15時台の『GOGO競馬』をフルネット、小倉開催時は自社制作の『ダイナミックジョッキー』をローカル放送）。ただし、2017年6月のセ・パ交流戦期間中にデーゲームがある日は、GI開催日を含め野球中継を優先し、競馬放送は雨天中止、ないしは試合が早く終了した場合に限って放送されることになった。この試みは好評だったため、7月以後もホークスのデーゲームと中央競馬の開催が重複した場合、原則的にはホークス戦を優先し、競馬の放送はそれが中止・早く終了、もしくはあらかじめ16時以後の薄暮デーゲーム・ナイターである時のみに縮小。そして2018年12月をもってRKBとラブエフエム国際放送（LOVE FM）に全面移管し、KBCでの中央競馬の放送は終了した。2024年シーズンからは競馬中継をRKBに一本化かつ最優先で中継する方針となったため、KBCで中継される土日デーゲームについては、NHKラジオ第一放送での並列中継がない限り、15時台に限れば独占放送となるため、2010年以前とは立場が逆になった。

### ポストシーズンの対応
パ・リーグクライマックスシリーズはソフトバンクが進出した場合に限り放送。ソフトバンクの関与する試合については一部の年度を除き、ビジターも含めて全試合自社制作する（ただし、2012年はソフトバンクが進出したが、全試合ネット受けで放送。2016年以降は文化放送が2015年限りで西武のCS進出可否に関係なく地上波中継を取りやめた影響で、ビジターの自社制作を再開している）。2011年まではソフトバンクがリーグ優勝してファイナルステージからの出場となる場合、ファーストステージも開催地のNRN系列局からのネット受けで放送していた（西武・ロッテ主催は曜日に関係なく文化放送。オリックス主催の場合は未定。日本ハム主催は、2012年のように、STVラジオからネット受けできる試合は同局から受けて、それ以外の試合を文化放送から受ける年もあれば、2007年のようにSTVラジオの中継有無に関係なく全試合を文化放送から受けるケースに分かれる）。ソフトバンクがファーストステージで敗退した場合はその時点で中継終了となるが、2007年のみはファイナルステージ「日本ハム対ロッテ」も文化放送からネット受けで放送した。
2023年から土・日開催のビジターはレギュラーシーズン中は中継しないことになったが（前述）、ポストシーズンに進出した場合は放送を継続しており、同年度のクライマックス・パ1stステージ・ロッテ戦3連戦は、全日を通してQRの協力を得てKBCの解説者が乗り込んで実況を行った（RKBラジオは月曜日に行った第3戦を含め、LF裏送り。ファイナルステージに進出した場合はレギュラーシーズン中のナイター編成に従って、第1・2戦はMBS-R〈セ・リーグファイナルの自社予備カードも兼ねる〉、第3戦以後はABC-Rからの裏送りが予定されていた）
日本シリーズは、『○年日本シリーズ選手権実況中継』のタイトルで、西暦偶数年は奇数戦はニッポン放送、偶数戦は文化放送の、西暦奇数年は奇数戦は文化放送、偶数戦はニッポン放送のネットワーク中継を行う（○には、西暦の年が入る）。以前はソフトバンクの出場に関係なく放送していたが、2012年以降はソフトバンクが出場する場合のみの放送となった（RKBは2年早い2010年より同様の対応となった。そのため、ソフトバンクが出場しない年の日本シリーズのラジオ中継は、福岡地区ではNHK R1でしか聴くことができなくなった）。

### オープン戦
年1回、オープン戦最終カードの初戦(広島東洋カープ戦)を中継している。

## タイトルコール・ジングル
かつては和田安生、岡田浩一が担当していたが、2007年からは「KBCラジオプロ野球中継イメージプレイヤー」としてホークスOBの小久保裕紀を起用し、ソフトバンク戦中継時のタイトルコールと一部のジングルで使用した。ソフトバンク戦以外の中継時や、ソフトバンク戦中継時の一部ジングルは以前のまま岡田浩一のタイトルコール・ジングルであったが、岡田が社内異動でアナウンス部を離れたこともあり、2008年からは田上和延のタイトルコール・ジングルとなっている。
なお、2000年にはラジオつながりでブレイディー・ラジオをKBCラジオイメージキャラクターとして起用していたことがあり、番組内ジングルの一部はラジオが担当していた。
テーマ音楽は、『劇場版・魁!!男塾』のサントラ（廃版）内の「爆走!スノーモービル」という曲が使用されていた。2019年から2023年まではテレビ中継のハイライトと共通の『LIFE』（Smily Tinky）を使用していた。2024年からは、オープニングにはAREINTの「Remember Me」エンディングには彩夏の「いざゆけ！〜We will be winner〜」が使用されている。
2021年よりホークス戦中継時に限りCM明けジングルにおいてKBCアナウンサー(元職で他部署異動者も含む)やKBC出演者によるタイトルコールを開始。氏名(番組名を前に付ける場合あり)、キャッチコピー、番組タイトルの順に(例:○○です。もっと(2021年は今年も)カチタカ!KBCホークスナイター(ダイナミックホークス））コールする。2023年シーズンを以て終了。
提供クレジットはナイター中継単独の場合は田上が、内包先の場合はワイド番組のパーソナリティが担当。「KBC（ジャンボ→）ホークスナイターを終わります」「KBCダイナミックホークスを終わります」という言い回しは伝統的に使用中。

## ビジターゲーム、および九州以外で開催されるホームゲーム中継

### ライオンズ福岡本拠地時代
ライオンズが福岡本拠地時代には、ビジターゲームの放送は少なかった。放送されたビジターゲームは現地局からの裏送りだったが、一部試合では当時KBC解説者中西太が解説を務めた。

### ホークス福岡移転後 - 現在
ホークス移転当初の1989年・1990年はホークス主催試合は原則放送されるもののビジターゲームが放送されることは少なく、その代わりNRNナイターの本番カードとなった巨人戦の中継が多かった。その中でNRNナイターの本番カードが非巨人戦を編成した日を中心にビジターゲームが放送された。原則として現地局からの裏送りだった。
1991年にビジターゲームの放送が増加し、1992年にはビジターゲームのほぼ全試合（デーゲームを含む）が放送されるようになった。
その後2001年までは、基本的に夏場までは自社制作を行い、8月以降は現地局からの裏送りという体制で放送されていた（3連戦の場合は3日連続で解説、実況が同じということもあった）。
2002年から2008年まではKBCの解説者が2人しかいなかったことから、解説のみ担当地区のNRN局解説者がKBCの中継に登場することもあった（例としては、関東主催ゲームの時に平日はニッポン放送の解説者が、土・日は文化放送の解説者がKBCラジオの中継に登場するなど）。また、ベンチリポーターのみ現地局のアナウンサーが担当するケースもあった。
2009年・2010年は佐々木誠と前田幸長が東海圏以東におけるビジターゲームでの解説を務め、解説が佐々木または前田で、実況が担当地区のNRNアナウンサーという図式になることが多くなった（在京局で放送されない対西武戦と対ロッテ戦が多いが、STVラジオでの放送がない対日本ハム戦のデーゲーム、TBCがRKBと2局ネットとなりKBC向けを裏送りとする火・土・日の対楽天戦でも見られる。対日本ハム戦のナイターや、2010年度までの対オリックス戦、TBCがNRNラインをとる月・水 - 金の対楽天戦は解説、実況とも担当地区のネット受け、或いは裏送り）。また、シーズン開始より夏場までは殆どのビジターゲームを自社制作で放送するものの、夏場以降は一気にネット受けに頼るようになることが例年恒例である（2009年・2010年は6月の聴取率調査期間までは自社制作、それ以後は8月までネット受け、或いは裏送り、9月以後は自社制作）。
しかし、2011年は関東圏のビジター戦の実況を務めた元NHKの島村俊治が勇退し、佐々木がNTT西日本硬式野球部コーチに就任したことで出演に制約が生じた（これに伴い、担当は対オリックス戦にほぼ限定される）ことなど、様々な事情が重なったことで自社制作が縮小され、現地局からのネット受けもしくは裏送りを主体とした編成となった。また、STVでの放送がない対日本ハム戦のデーゲームでも現地解説者が担当したり、ホークス側のリポーターをKBCから派遣せず現地局のアナウンサーが代わりに担当することも多くなった。ライバル局のRKBも、1年早い2010年から同様の状態となっている。特に2012年のクライマックスシリーズ及び2014-2015年の日本シリーズもすべて現地局のネットになった（2016・2018-2019・2022年のクライマックスシリーズ及び2017-2020年の日本シリーズはビジターも自社制作）。
ちなみに、ビジターでのロッテ戦・オリックス戦は、それぞれ予備カードからの昇格や当該カードのみの開催でない限り地元の在京・在阪ラジオ局では原則的に放送しないので事実上独占中継になる場合がある。
ソフトバンクが九州でビジターゲームを行う場合は、ホームゲーム時と同様にKBCが制作し、該当カードの主催球団や担当系列局の要員都合によっては、KBC制作分がそのままNRNネットワーク用の音源として扱われる。
radikoでは当初、日本ハム・楽天・ロッテの主催試合が、ソフトバンク戦については権利の関係上配信ができないため中継時間終了まで休止となり、当該試合がNRN全国ネットの時は配信が行われる場合もあったが（実例・2012年6月16日の楽天×巨人戦）、2013年度からは全試合配信が可能になった。また、NRN回線で流れる中継は2019年度までモノラル放送だったため、同一カードでも全国ネット本番時はモノラル、裏送り時はステレオという差異が生じていた。
上述の通り、2023年度からは土曜・日曜のビジターの中継は、裏送りの人件費削減のため、開幕戦、NRN独占カードのヤクルト主催、優勝やクライマックスシリーズの争いに関わる試合以外は原則として放送されなくなった。

### 制作担当局
| 主催球団／曜日               | 月     | 火・水・木 | 金     | 土・日       | 土・日     |     |
| 主催球団／曜日               | 月     | 火・水・木 | 金     | ナイトゲーム | デーゲーム |     |
| ---------------------------- | ------ | ---------- | ------ | ------------ | ---------- | --- |
| 基本系列                     | NRN    | NRN        | NRN    | NRN          | NRN        | NRN |
| 日本ハム                     | STV    | STV        | STV    | STV          | STV        |     |
| 楽天                         | TBC    | TBC        | TBC    | TBC          | TBC        |     |
| 西武                         | QR(LF) | QR(LF)     | QR(LF) | QR(LF)       | QR(LF)     |     |
| 巨人・ヤクルト・DeNA・ロッテ | LF     | LF         | LF     | QR(LF)       | QR(LF)     |     |
| 中日                         | SF     | SF         | SF     | SF           | SF         |     |
| オリックス・阪神             | ABC    | MBS        | ABC    | ABC          | MBS        |     |
| 広島                         | RCC    | RCC        | RCC    | RCC          | RCC        |     |
| ソフトバンク                 | KBC    | KBC        | KBC    | KBC          | KBC        |     |

1. ↑  「日本ハム対ソフトバンク」が東京ドームで開催の時は、ニッポン放送や文化放送に、静岡県での開催時は静岡放送（SBS）に制作を委託する場合がある。2021年はSTVラジオがデーゲームと土・日・月ナイトゲーム中継を休止するため、日本ハム主催時はSTVラジオ（開催地によってはニッポン放送・文化放送・静岡放送）からの裏送り、ソフトバンク主催時は原則として自社ローカル放送となるが、週末ナイターのNRN本番カード時は土曜は山口放送（KRY）にネットされる他、カード編成によっては日曜も含めて朝日放送ラジオや東海ラジオが予備カードとすることがある。土・日曜デーゲームでは東海ラジオが予備カードとして編成することがあるだけでなく、巨人対中日戦の裏カードまたは中日戦非開催時は本番カードとしてネットする場合がある。
2. ↑  火曜日の場合、TBCは自社放送分をJRNネットとするため、KBCへは裏送りとなる。土・日曜についても「楽天対ソフトバンク」についてはデーゲーム・ナイターともTBCがRKBとの局間ネット（ナイターはLF-MBSライン予備兼用）を優先するため、RKBが自社制作等を行いTBCからのネット受けにならない場合を除いて裏送りとなる。
3. ↑  平日の「西武対ソフトバンク」については基本的に文化放送からのネット受けとなるが、NRN本番カード（予備からの昇格含む）になる場合はニッポン放送からのネット受けとなる。「ソフトバンク対西武」が東京ドームで行われる場合はニッポン放送が裏送りまたは技術協力を担当する。
4. ↑  原則として文化放送が自社での野球中継を行わないため、NRN本番である場合も含めて一部のカードを除いてKBCへは裏送りとなる。土・日曜は裏送り・自社制作時の技術協力を要員の関係で文化放送に代わってニッポン放送が担当する場合がある（主にセ・パ交流戦期間中）。
5. 1 2  LF・ABC・MBSともセ・リーグ球団の試合を優先するため、交流戦以外は裏送り供給（KBC解説者派遣あり）となる試合が多い。
6. ↑  交流戦の対中日戦を局間ネットする他、SFが中継できない「巨人対中日」デーゲーム時に、裏カードのソフトバンク主催ゲームをSFがネット受けすることがあるが、ソフトバンク主催時にKBCが競馬中継を放送している時間帯はSF向けの裏送りとなる。
7. ↑  土・日曜デーゲームの場合（2017年以前は月・火曜も。2014年以前は土・日曜ナイターも）、RCCは自社放送分をJRNネットとするため、KBCへは裏送りとなる。ただし、オフ編成以外はJRNに固定していた2017年以前の火曜を除き、RKBが乗り込み自社制作を行い、かつ他のJRN系列局が本番・予備ともにネット受けしない場合は、RCCの本番中継を受けることがある（月・火曜のデーゲーム時にRKB・KBCのどちらと組むかは未定。過去にソフトバンク戦以外も放送していた時代の土曜日に、ソフトバンクの関与しない広島主催試合がNRN全国中継となった場合は、KBCもRCCの本番中継をネットすることがあった。また、2007・2009年はRCCがRKBの編成の都合でソフトバンク主催の土曜デーゲームをKBCからネット受けした）。

### カードごとの基本ネット・協力体制

#### 九州他県へのネット
- 長崎放送・NBCラジオ佐賀（NBC：NRN・JRNクロスネット、『ゴールデンナイトゲーム』）
- 熊本放送（RKKラジオ：NRN・JRNクロスネット、『ゴールデンナイター』）
- 大分放送（OBSラジオ：NRN・JRNクロスネット、『ゴールデンナイター・がんばれ!!ホークス』） - 2010年まで

競合局のRKB毎日放送と同じく2006年から、福岡県以外の北部九州3県にあるAMラジオ局へのネットを行うようになった（KBCはNRNのため水曜日担当。ホークスがビジターの場合もKBCと同一内容をネットする。ただし大分放送は、2010年限りでKBCからのネット受けをNRN全国ネット本番または予備から昇格となった場合を除き撤退している。さらに、2012年からはビジターカードのうち、STVラジオ制作（東京ドームでのニッポン放送制作裏送り分を含む）の日本ハム戦、TBCラジオ制作の楽天戦、東海ラジオ制作の中日戦（交流戦）、RCCラジオ制作の広島戦（交流戦）については、長崎放送・熊本放送へのネットが制限されるようになり、KBCが当該中継のネット受けとした場合はNRN全国ネットカードの放送に振り替える（当該中継そのものがNRN全国ネット本番または予備から昇格となった場合は両局でも中継する）。文化放送制作の西武戦にも同様の措置が取られている。

#### 東京ドームでのソフトバンク主催試合
- ニッポン放送（LF、『ショウアップナイター』）

2004年と、2012年から行われている東京ドームでのソフトバンク（2004年のみダイエー）主催試合に関しては、2004年、2012年、2014年、2015年（2004年は近鉄戦、2014年はロッテ戦、それ以外は西武戦）はニッポン放送に制作を委託したが（西武戦はどちらも月曜日だったが、通常ネットワークを組む文化放送からの裏送りは行わなかった）、2013年（日本ハム戦）は文化放送の協力のもとでKBCが制作しSTVラジオにネットした（ベンチリポーターは文化放送から派遣）2016年、2017年（2016年はロッテ戦、2017年は日本ハム戦）は文化放送に制作を委託し2017年はSTVラジオにネットした。2018年以降はTBSラジオのナイター中継撤退の影響で2018年（日本ハム戦）、2019年（4月はオリックス戦7月は西武戦）、2022年（ロッテ戦）は共にニッポン放送技術協力の上KBCが乗り込み自社制作を行い2018年はSTVラジオにネットした。2023年（楽天戦）、2024年(西武戦)、2025年(日本ハム戦)はニッポン放送から裏送りを受けで2023年は東北放送、2025年はSTVラジオにネットした。

#### 京セラドームでのソフトバンク主催試合
- 毎日放送→MBSラジオ（NRN・JRNクロスネット、『MBSベースボールパーク』）
- 朝日放送→朝日放送ラジオ（ABCラジオ：NRN・JRNクロスネット、『フレッシュアップベースボール』）

2014年から開始された京セラドーム大阪で行う試合については、2014年度・2017年度・2019年度・2022年度は月曜日の開催であったため、2021年度・2023年度を除きABCラジオの協力による自社乗り込み放送（2022年はABCラジオから高野純一をリポーターとして派遣）。2021年度・2023年度はABCラジオから裏送りを受けた。
2015年度・2016年度は木曜日、2024年度は水曜日、2018年度・2025年度は火曜日の開催であるため、MBSラジオからの裏送り、かつ2018年度を除きNRNナイター用の予備待機を行った。なお、2015年度・2024年度は対戦相手・楽天の地元である東北放送、2017年度は同じく日本ハムの地元・STVラジオにもネットされている。

### 西武戦
- 文化放送（QR、『ライオンズナイター』：月～金の西武主催試合で自社での放送があり、LFがNRN全国中継本番にしない場合のみネット受け）
- ニッポン放送（LF、『ショウアップナイター』：予備からの昇格を含むNRN全国中継本番として放送する場合）

西武主催試合は文化放送がラジオ優先放送権と中継管理権を持っている関係で、もう一方のNRNキー局であるニッポン放送ではNRN全国中継本番（予備からの昇格を含む）として放送する場合を除き、自社で放送されることは殆どない。

2011年まではNRNナイターの本来の組み方に従い、平日はニッポン放送、土・日は文化放送と組んできたが、2012年以降は平日であってもニッポン放送の要員の都合上、文化放送の制作になるケースが発生した（この場合は『ライオンズナイター』のネット受け）。さらに2018年からはTBSラジオ（JRN、『エキサイトベースボール』）の野球中継撤退に伴い、正式にKBCがライオンズナイターの本番ネット、RKBは同じく文化放送から裏送りを受ける体制に変更された。
九州他県のネットが発生する水曜日は、2012年はニッポン放送制作で放送したが、2013年から文化放送制作に切り替えられた。
ただし、火曜から金曜の西武主催試合のうち、デーゲームやナイターオフ編成下の試合など、文化放送の地上波での放送予定が無い場合は、2011年以前同様にニッポン放送からの裏送りで放送する。2017年には、KBCが実況アナウンサーを派遣し、ソフトバンク攻撃時はKBCのアナウンサーが、西武攻撃時は文化放送のアナウンサーが「応援実況」を繰り広げる「コラボ企画」が4月7日と5月19日に行われた。
2021年5月20日（木曜日）の同カードは、当初ライオンズナイターのネット受け（解説：松沼雅之、実況：長谷川太、リポーター：寺島啓太／高橋将市）を予定していたのが、「DeNA対中日」（ニッポン放送制作・NRN本番。MBSラジオのみ第1予備）と第1予備の「阪神対ヤクルト」（MBSラジオ制作）が相次いで中止となり、第2予備からNRN全国ネット本番（日程の関係で広島戦の開催がない中国放送を含む。NRN第3予備の「楽天対日本ハム」を放送する東北放送・STVラジオを除く）に昇格したため、急遽ニッポン放送からのネット（解説：野村弘樹、実況：宮田統樹、リポーター：師岡正雄）に変更され、ライオンズナイターは文化放送単独のローカル放送に変更された。なお、文化放送は別途RKBラジオへの裏送り（解説：薮田安彦、実況：鈴木光裕、リポーター：槙嶋範彦）も実施したため、「阪神対ヤクルト」（自社制作）が中止となった朝日放送ラジオと、「DeNA対中日」（TBSラジオ制作裏送り）が中止となったCBCラジオも、文化放送制作RKB向け裏送り分のネットとなった。

### ロッテ戦
- ニッポン放送（LF、『ショウアップナイター』）

平日のロッテ主催時は西武主催時と異なり、『文化放送ライオンズナイター』での放送有無にかかわらず常時ニッポン放送がKBCに裏送りする。このため、ロッテ対ソフトバンク戦が西武戦非開催時に『ライオンズナイター』本番カードとなった場合は、JRNナイターが廃止された2018年以降同番組がRKBとの局間ネットとなる。

### 日本ハム戦
- STVラジオ（『ファイターズLIVE』）

STVラジオは2007・2008年は夏場を除き自社制作（2023年7月4日 - 6日は現地乗り込みの自社制作）を行ったが、2009年以降はネット受けに戻った。逆にSTVラジオは一時期メインカードの日本ハム戦の中継を見合わせることがあり（当時、ビジターゲームは対巨人戦及び対ヤクルト戦を除いて、相手側の地元局もしくは在京局がメインカードとしない限り中継しなかったため）、その場合には通常ならばNRN全国中継本番試合を放送するが、稀に単独でKBCからネット受けする場合があった。2017年から2020年はSTVラジオも日本ハム戦を全試合中継する方針に切り替わっていたため、このようなケースは平日に日本ハム戦が非開催かデーゲームの場合に限られていた。
STVラジオは2021年にデーゲーム中継を全曜日、ナイター中継を土・日・月曜ホーム・ビジターとも休止し、KBCラジオも2023年に週末のビジターの中継をデーゲーム・ナイターとも休止したため、日本ハム主催は平日が祝日に該当した日に開催されるデーゲームのみKBCラジオへの裏送りを実施するが、それ以外は素材収録のみとし（素材収録ができない場合はHBCラジオのRKBラジオとの局間ネット分をNRNの報道素材扱いとする）、ソフトバンク主催は（週末に屋外開催の中日戦の予備カード。巨人対中日戦の裏カード・中日戦の非開催時のいずれかで東海ラジオがネットする場合を除き）KBCラジオの単独放送となる。なお、日本ハム主催のソフトバンク戦がNRNナイター本番扱いとなり、かつ山口放送へのネットが発生する土曜ナイター時の対応は実例がないため未定。

### 楽天戦
- 東北放送（tbcラジオ：NRN・JRNクロスネット、『パワフルベースボール』）原則月・水 - 金曜日は局間ネット、それ以外は楽天主催はtbcからの裏送り、ソフトバンク主催はKBCローカルで放送。

火曜日はtbcが2017年までJRN全国中継に参加し、2018年からはJRNナイターの廃止に伴いNRN全国中継非参加局との連携を行っているため、KBCとの関係は楽天主催試合の裏送りか、自社制作時の技術協力に限られる。

### オリックス戦
- 毎日放送→MBSラジオ（NRN・JRNクロスネット、『MBSベースボールパーク』）
- 朝日放送→朝日放送ラジオ（ABCラジオ：NRN・JRNクロスネット、『フレッシュアップベースボール』）

オリックス戦などの関西地区の試合がネット受けとなる場合、2010年度よりナイターは火 - 木がMBS、それ以外はABCの担当となる。ただし土・日曜のデーゲームについては、当該カードが両日デーゲームの場合は2008・2009年度同様にMBSが制作する（実例・2010年9月）が、土・日の片方だけデーゲーム（もう片方がナイター）となる場合はナイターでのパターンに揃えてABCが制作する（実例・2010年7月・2011年7月・2013年4月） 場合と、デーゲーム（MBS）とナイター（ABC）でラインを切り替える場合がある（実例・2012年8月。この時はABC側がABC技術協力の土曜KBC・日曜RKB自社制作扱いとなった）。なお、日曜デーゲームがABC制作となった場合、一度飛び降りて競馬中継を受ける時間帯は、KBCとRKBがMBS制作番組同士（KBC＝競馬・RKB＝ソフトバンク戦裏送り）で競合してしまう。
夏の甲子園期間中は、ABCのスポーツスタッフが自社でのテレビ・ラジオ中継に総動員となり、人材が不足してしまうため、ABCとネットを組む曜日（月・金全てと土・日のナイター（まれに一部デーゲーム））の「オリックスvsソフトバンク」は原則としてABC技術協力の自社制作となる。佐々木が関西に拠点を移す以前は、解説者のみABCから派遣していた。
2010年以降NRNナイターのレギュラー編成を行った年度の土曜日に「オリックス対ソフトバンク」のデーゲーム中継と阪神主催ナイターのNRN全国ネット中継の両方が組まれた場合は、前者がMBS裏送り、後者がABC受けとなる場合があった（特に土・日曜とも前者がデーゲームの場合）。
また、金・土・日・月のナイターでKBCがオリックス戦などの関西地区の試合を自社制作する場合、NRNのメインカードになる場合を除いて、本来の担当局であるABCに代わり、KBC制作分がネットワーク向けの音源として扱われることがある。しかし、火・水・木のナイターの場合は、原則としてMBSがビジター側の自社制作の有無に関係なくオリックス主催試合にも中継待機要員を配置する方針のため、KBCの中継がネットワーク向けになることはないことが多い。ただし、MBSが制作体制を取らない場合は、KBCの乗り込み分をそのまま予備編成とした事例もある。
2018年度はネットワークの縛りが緩くなる月曜デーゲームや10月以降のナイターオフ編成時の金曜ナイターで、ナイターイン編成の火 - 木曜に準じてABC＝RKB・MBS＝KBCの組み合わせとなることがあり、4月30日（月曜デーゲーム）と10月5日（金曜ナイター）の「オリックス vs ソフトバンク」が該当したが、その逆（火 - 木曜にMBS＝RKB・ABC＝KBCとなる事例）は実質上2022年のクライマックスシリーズにて発生した（同年のクライマックスシリーズファイナルステージではABCラジオ技術協力の自社制作であった一方RKBラジオは全試合MBSラジオ制作《1〜3戦目までは裏送り、4戦目は同時ネット》にて対応した）。

### 阪神戦
- 朝日放送ラジオ（ABCラジオ：NRN・JRNクロスネット、『フレッシュアップベースボール』） - 曜日関係なく技術協力

このカードのABCラジオは、ソフトバンクのホームゲームでもアナウンサーと解説者をPayPayドームに派遣し自社制作で放送するが、曜日に関係なくKBCが技術協力を毎年行っている（本来、ABCは火 - 木はJRNライン→NRN野球中継非参加局連携で、それ以外はNRNラインを基本とするが、ABCとMBSはKBCやRKBの自社中継を対阪神では原則ネット受けしない上、テレビ系列がABCおよびKBCともにANN（テレビ朝日系列）であり、相互に資本関係があることから、KBCが技術協力を行う。一方のRKBは、テレビ系列がともにJNN（TBSテレビ系列）で、相互に資本関係があるMBSへの技術協力に廻ることが多いが、過去に週末のデーゲームでMBSがKBCとコラボレーション企画を行った場合は、ABC・MBSのどちらもKBCが協力するか、RKBがABCへの技術協力に廻るかのいずれかとなっていた。
ただし、ABCの阪神ベンチリポーターはRKBの自社中継のリポーターを兼務する場合がある〔実例：2013年6月2日。この時は日曜開催でMBSが中継を実施していない〕ため、ABC側から見ると自社向けの技術協力局と現地向けのリポーター出演局とでねじれ現象が生じる）他、MBSとKBCが応援合戦などのコラボ中継を行った場合は2局ともKBCの協力となるか、RKBがABCの技術協力に廻るかのいずれかとなる。
稲尾和久は、過去にABCの解説者だった縁から、RKBの解説者時代にも技術協力局を問わずABCの中継に出演していた。KBC協力時には実況でも「RKB解説者の稲尾和久」「KBCの技術協力」が紹介され、結果的にKBC・RKBの双方が関与する形態となったことがあった。
なお、阪神のホームゲームとなる場合は、京セラドームでのソフトバンク主催試合やオリックス戦同様の割り当てに従い、MBSやABCの中継をそのままネットするのが基本となっているが、関西地区の聴取率調査週間に該当した時は別制作が行われることがある。また競馬中継の関係上MBSが自社での放送を行わない日曜デーゲームに該当した際は、MBSに制作を委託するか（解説者のみKBCから派遣する場合あり）、KBCが乗り込んでABCまたはMBSの技術協力で自社制作するかのいずれかとなっていたが、2023年以降KBCが週末のビジターゲームの放送を中断しているため、MBSは素材収録のみ行っている。

### 中日戦
- 東海ラジオ（SF、『ガッツナイター』）

KBC・SFともにNRN単独加盟のため、常時局間ネットが可能である。
SFが、ヤクルト主催試合を放送できないCBCラジオとの関係で、巨人主催の対中日戦の放送をNRN全国ネット分（実質SFへの裏送りとなるQR制作の日曜ナイターを含む）またはLFとの個別局間ネットが可能な場合のみに抑制しているため、同カードが放送できない場合に、ソフトバンクが関与する試合を個別に放送することがある。この場合、ソフトバンク主催時はKBCから直接ネットする他、ソフトバンクのビジターゲームでは、西武およびロッテ主催分はQRからの、日本ハム主催ではSTVからの、楽天主催ではTBCからの（自社向けはRKBにネット）、オリックス主催分ではABCまたはMBSからのKBCへの裏送り分のネットが想定される。また、カードによりデーゲームでも系列局の中継を予備カードに設定することがあり（RCC・TBC制作分はNRN系列局向け裏送りか自社単独放送分が対象）、その際にはKBC制作のソフトバンク戦も対象となる。

### 広島戦
- 中国放送（RCCラジオ：NRN・JRNクロスネット、『Veryカープ!RCCカープナイター』『Veryカープ!RCCカープデーゲーム中継』）火 - 金曜日全てと土・日・月曜ナイターは局間ネット、原則として土・日曜デーゲームは広島主催は裏送り、ソフトバンク主催は自社単独放送。

2009年まではKBCとのネット関係は原則として水 - 金曜と、RKBが乗り込み自社制作を行った時の月曜のみだったが、2010年の土曜JRNナイター廃止、2015年からのナイター時のNRN一本化、2018年のJRNナイター全面廃止で上記の体制となった。なお、RKBが広島主催試合を乗り込み自社制作した場合は、土・日曜デーゲームでも局間ネットへの切り替えが想定されるが、現行の放送体制となった2018年以降は、2022年までの時点で実例がない。
ソフトバンク主催時のRCCは、平日ナイター開催の2005年はNRN担当曜日もRKBの協力で自社制作を行ったため、速報チャイムを使用しなかった。逆に金曜ナイターと同様デーゲームの2連戦だった2007・2009年は、土曜デーゲームについては、一旦は当時自社で放送していなかったRKBからの裏送りでの放送予定が電子番組表で告知され、担当アナウンサーと解説者も掲載されていたが、制作委託費用の節減策として、前日のナイターに続いてKBCからネット受けに変更された。
広島主催時のKBCは、年度によりRCCとの局間ネット（または裏送り）とするか、KBCが自社での乗り込み制作を行うかが異なる。乗り込み制作を行う場合、水曜日の九州地区NRN系列へのネット拡大はKBC制作分の音源を使用するが、
当該カードがNRN本番となった時の対応は実例がないため不明である。
KBCがビジター開催のデーゲーム中継を縮小した2023年は金曜ナイター（6月2日）と土・日曜デーゲーム（6月3・4日）での開催となるため、雨天中止が発生しない場合、2日はKBC向け局間ネット（NRN予備）とRKB向け裏送りの二重制作を従来通り行う一方、KBCが放送を見送る3・4日はRKBとの局間ネット分のみ制作して報道素材としてはNRNとの共用扱いとする。3日についてはNHK R1（ヤクルト対楽天戦を放送する東北地方を除く全国放送）との並列となる一方、4日はRCC＝RKBの中継が福岡地区ラジオ独占放送となる。

### 巨人・ヤクルト・DeNA戦
- ニッポン放送（LF、『ショウアップナイター』）
- 文化放送（QR、『ホームランナイター』）

「ヤクルト対ソフトバンク」のヤクルト主催試合を自社制作する場合、曜日に関係なくニッポン放送の技術協力となる。但し、2013年はNRNナイター本番カード（土曜はQRでも放送・日曜は実質裏送り）となったため、文化放送からのネットとなった。また、NRN独占であることから、土・日曜のビジターゲームの放送を原則取りやめた2023年以降も、特例で放送することがある（最初の実例は、2025年6月7日・8日のデーゲームを乗り込み自社制作）。

ヤクルト戦・横浜DeNA戦は他カードより高額な巨人主催ゲームの放送権料を節約する目的や、巨人主催カードのNRN再解放時にヤクルト・横浜の両球団と対巨人戦以外も一定数全国中継する契約を結んだ年度があったことから、水 - 金曜の巨人主催ヤクルト・横浜戦がNRN優先となっていた1995・96年と、2010年代以降の一時期は巨人戦を予備カード扱いとした上で全国中継本番とする例が増加していたが、2018年以降はJRN全国中継の廃止もあり、再度巨人戦優先に戻り、放送が減少している。

## 放送時間
KBCホークスナイター
- 毎週火曜 - 金曜 17:55 - 試合終了まで
- 月曜・土曜・日曜（ホークスの試合がある日のみ） 試合開始5分前 - 試合終了まで

KBCダイナミックホークス（デーゲーム中継）
- 土曜・日曜・平日（ホークスの試合（土曜・日曜は原則ホームゲーム限定）がある日のみ） 試合開始5分前 - 試合終了まで

土曜日は『サタデーミュージックカウントダウン』、日曜日は『KBC Sunday Music Hour』のフロート番組（内包コーナー）扱い。ただしタイムテーブル・radikoではそれぞれ別番組扱いとされている。土曜日は試合開始時間によっては『-カウントダウン』の放送枠短縮扱いとなる場合がある。
2023年シーズンからはレギュラーシーズンにおけるビジターゲームの中継を打ち切り（開幕戦・クライマックスシリーズ・日本シリーズはこの限りにあらず）。

### 放送時間についての備考
平日ナイター前座番組
- 前座として平日は16:00 - 17:55まで放送の『ハッピーアワー』の後半を前座として扱い、「ホークスライブスタジアム」を放送する。

平日ナイター後座番組
- 予定より早く終了した場合、また中継が終わり次第、『KBCホークスナイター MANDAN』を放送する。放送枠自体は21:00 - 22:00。中継が延長した場合はその分縮小。また前もってホークス戦の試合が組まれていないか、デーゲームで行われた場合は17:55-22:00まで4時間5分の拡大放送となる。22時を過ぎた場合は21:55のニュースと天気予報ともども休止。提供クレジット後、「ナイター中継が延長しましたので、『オールナイトニッポン MUSIC10』（金：『オールナイトニッポンGOLD』）は番組の途中からお楽しみください。」とナレーションを入れて飛び乗る。
- 20時台半ばで終了し、かつスタジオバージョンが放送できない場合は、系列局制作のパ・リーグのカードかNRNナイター本番カードのいずれかに飛び乗ることがある。一例として、2023年8月2日（水曜日）は西武対ソフトバンク戦（文化放送ライオンズナイター）を試合終了後に飛び降り、CMを挟んで巨人対ヤクルト戦（ニッポン放送ショウアップナイター／NRNナイター）に飛び乗った。
- 原則として試合終了まで放送するが、例外が生じた場合もある。
  - 2018年6月19日はLF制作によりヤクルトVSソフトバンク戦（神宮球場）を試合開始から中継したが、2018 FIFAワールドカップ中継 コロンビアVS日本を放送するため20:40で中継を終了した。なお、ライバル局のRKBラジオは権利の都合上最初からこの試合を中継しておらず、したがって20:40以降はRKB・KBC両局ともホークス戦が行われているのに中継をしないという事態となった。さらにLFのほか、この中継をネットしていたSTVも同じタイミングで野球中継を打ち切り、ワールドカップ中継を放送しなかったRCCのみ、LFからの裏送りで唯一同試合の中継を続けた。ただし同局も広島の絡まない試合であることから21:50に中継を打ち切り、それ以降はどこにも放送されなかったにもかかわらず試合終了後の22:06まで実況は続けられた[40]。

ナイター後座番組の変遷
- 夜はこれから!ホークス派宣言→ホークス!らぶチャンネル→KBC長浜横丁 おでん屋台 はらちゃん→ホークスじゃんじゃん→DAN!DAN!DAN!

日曜ナイター実施日の対応
- 日曜ナイター（17時開始薄暮デーゲーム含む）が実施される場合、スポンサー契約上の関係で休止できない番組[41]は、『Sunday Music Hour』を短縮の上で、試合開始前に一部消化させるが、ナイター・薄暮は概ね、KBCでの中継を2023年度から廃止したビジターゲームでのみ発生する[42]ことから、同年度以後のレギュラーシーズンは定時番組を優先させるため、時間枠の移動などは事実上ポストシーズン（クライマックスシリーズ・日本シリーズ）出場時に限られることになる。

## ホークス戦クイズ
かつてのホークスクイズでは、事前番組『スポーツジョッキー』の中で予想クイズを出題、5回裏までに応募すれば福岡ドームのネット裏「スターホークシート」のチケットを正解者の中から抽選で毎日プレゼントするコーナーを設けていたが、現在は『ホークス戦クイズ』として、平日の試合は勝つもしくは引き分けの場合は得点×2000円・負け試合でも2000円が、土日は2009年まではヤフードームのS席やコカ・コーラフィールドシート等のチケットが、2010年は平日と同じ勝つもしくは引き分けの場合は得点×2000円・負け試合でも2000円が抽選で当たるクイズを行っている。なお，2011年は実施されていない。
かつては予想クイズであったが、現行のクイズの場合、問題は野球中継中に出し、野球中継を最後まで聞けばわかる問題で、試合終了後から0時までにメールかファックスもしくは翌日消印（土曜日・日曜日の放送については一律月曜日消印まで）の葉書まで受付可能で、予想クイズではない。当選の発表は野球中継明けのクッション番組（平日・夜はこれから!ホークス派宣言、 土曜デーゲーム・ナカジー・けいすけのゲバゲバサタデー、土曜ナイター・サタデーミュージックカウントダウン、日曜はデーゲーム・ナイターを問わずサンデーおすぎ）の中で抽選して発表する。
聴取率調査期間には他の番組同様、賞金・賞品がグレードアップする（通常2000円の部分が5000円になる、ヤフードームのスーパーボックスをプレゼントするなど、通常手に入りにくい物になる事もある）。2007年の6月には中継イメージプレイヤーの小久保にちなんで『小久保ホームラン賞』なる物を設定し、試合展開や土日等関係なく小久保にホームランが1本出る度に1万円の賞金を設定した。ただしその期間中に小久保のホームランは1本もなく、やや企画倒れ気味になった。
この他、前述のように土・日の中継がソフトバンク主催試合のみとなった2023年には、リスナーの引き留め対策として、土・日限定でソフトバンクが得点を挙げるごとにAmazonギフト券をプレゼントしている。

## 雨天中止時の対応
ナイターの場合
KBCラジオはレインコートプロにも自社制作を行う傾向にある。
ホークス戦が雨天中止となった場合、平日のナイトゲームに関してはNRNナイターの指定カードから順次予備カードの放送順位に基づいてネット受けを行う（基からホークス戦がデーゲーム・または移動日により試合がない場合の対応は後述）が、土・日曜（2023年度以後は開幕戦・ポストシーズン以外のレギュラーシーズンはホームゲームのみ放送）、並びに平日が祝日と重なる場合のデーゲーム（こちらはビジターを含む）が中止となった場合は予備カード補充は行わない。

2011年以降は基から試合がない日だけでなく、放送予定カードが全部中止となった場合でも原則としてキー局のレインコート番組（平日はニッポン放送制作の『ナイタースペシャル』・土・日曜（過去）はいづれも文化放送制作『プロ野球ホットライン』や『ビッグサウンズスペシャル』→『SET UP!!』など）はネットしない方針を取る。この体制はNRN系列局でも、プロ野球中継から全面撤退したラジオ大阪と、ナイター全国ネット非参加の北海道放送（HBCラジオ、『ファイターズナイター』『DEナイト』）を除けばKBCが唯一である。
中継カードが予備も含めて全て中止もしくはナイター開催なしの場合、後座番組である平日の「夕方じゃんじゃん」からのスピンオフ「ホークスじゃんじゃん」、土曜日の「KBC長浜横丁 居抜き屋もう一丁!!(2017年までおでん屋台 はらちゃん)」の拡大版を放送する。なお、2011年から2014年までも後座番組（「ホークスらぶチャンネル」→「ホークスチャンネル」）の拡大版であったが、2015年のみは「居酒屋 清子」（通常は月曜夜のワイド番組）の特別版を放送し、「ホークスチャンネル」は通常放送であった。
また、2019年からは、平日にソフトバンク戦がデーゲームもしくは開催予定なしの場合、他球場の試合の中継は行わず（NRNナイターのネットを返上）、「KBC長浜横丁」の特別版（ナイターオフ期間に放送されていた「ナイトクラブとしま」など）を放送するようになった。中継がある場合の予備カードも、NBCやRKKへのネットがある場合を除き、他のパ・リーグカードの中継（主にSTVラジオの日本ハム戦やTBCラジオの楽天戦）を優先するようになった（セ・パ交流戦期間は従来通りNRNナイターの予備順に従う）。2021年以後は「LBレコード」の特別編（レギュラーの生放送は土曜深夜）が編成されている。また、2021年以降はフレッシュオールスターゲームのネット受けもせず、非開催時と同様の編成としている。
ただし、屋内開催の試合（ホーム・ビジターとも）が新型コロナウイルスの感染拡大や、災害による交通機関の乱れなどで中止となった場合は、NRN本番カードを急遽編成することがある。
2022年6月29日は、当初予定されていたソフトバンク対ロッテ戦（PayPayドーム）が、ソフトバンクの選手に新型コロナウイルス陽性判定者が相次いだ影響で中止となったことから、自社制作の予備補充が間に合わず、急遽NRN本番カードの巨人対中日戦（郡山総合運動場開成山野球場・ニッポン放送制作）を放送した（ネット予定だった長崎放送・熊本放送も同様）。
2023年8月9日は、当初予定されていたソフトバンク対楽天戦（PayPayドーム）が、台風6号の接近に伴う交通機関への影響と来場客の安全を考慮して中止となったことから、自社制作の予備補充が間に合わず、急遽NRN本番カードの巨人対阪神戦（東京ドーム・ニッポン放送制作）を放送した（ネット予定だった東北放送も同様）。
2023年8月15日は、当初予定されていたオリックス対ソフトバンク戦（京セラドーム大阪・MBSラジオ制作裏送り）が、台風7号の接近に伴う交通機関への影響と来場客の安全を考慮して中止となったことから、自社制作の予備補充が間に合わず、急遽NRN本番カードの中日対巨人戦（バンテリンドームナゴヤ・東海ラジオ制作）を放送する予定がこちらも中止となったことから、NRN本番に昇格した広島対阪神戦（マツダスタジアム・中国放送制作）を当初からネット予定の朝日放送ラジオに、ニッポン放送・東海ラジオ・九州朝日放送も加えた5局ネットで放送することになった。なお、同カードは当初屋内開催より下位だったことと、本来の火曜NRNナイター担当局であるMBSラジオが乗り込み自社制作を実施したことが重なり、火曜日でありながら朝日放送ラジオがNRNナイター本番カードを放送する異例の事態となった。
土曜も同様に2011年と2012年は「VERO(2)VA」を「KBCホークスナイタースペシャル」の扱いで拡大して対応していたが、2013年から土曜日のナイター放送もソフトバンク戦がナイターで行われる場合のみの特番扱いとなったため、ホークス戦がデーゲームである場合、または元から全チームとも開催なしであったり、雨天でソフトバンク戦が中止になった場合（この場合、他球場でナイターが行われている場合であっても原則として予備カードの補充はなし）は「VERO(2)VA」（2015年9月で終了） を含めた通常の定時番組を放送する形態となっている。また、日曜・月曜も予備カードの補充はせずに、通常の定時番組を放送する。
デーゲームの場合
基からコーナー内包先とされている「サタデーミュージックカウントダウン」（土曜）ならびに「KBC Sunday Music Hour」（日曜）のフルバージョンをそれぞれに放送するが、この場合でも野球中継開始予定時刻から終了予定時刻までの3時間5分相当分は「KBCダイナミックホークス」のスタジオバージョン扱いとみなす。
また、試合終了が野球中継終了予定時刻よりも早く終わった場合はその終了後から定時番組に復帰するが、この場合でも野球中継終了予定時刻までは「KBCダイナミックホークス」のスタジオバージョン扱いである。

## 中継延長時の対応
- 月曜は21:00以降も延長した場合、『居酒屋 清子』→『KBC MUSIC PROGRAM "FUZZ"』が飛び乗りとなる。また、火曜 - 金曜は22:00以降も延長した場合は21時台の番組が休止され、「オールナイトニッポン MUSIC10」（月曜 - 木曜）、「オールナイトニッポンGOLD」（金曜）が飛び乗りとなる。なお、「オールナイト - 」を休止せざるを得ないほどの長時間の試合となった場合には、一旦23:55で中継を終了し、定時ニュースを放送した後、24:00の番組枠をクッション番組に差し替えた上で、その中で試合の続きを中継するが、中断中に決着した場合は試合終了前後の録音実況のみとなる。
  - 2024年度は、通常は21:00から放送されている『MANDAN』がクッション番組となるが、前もってホークス戦の試合が組まれていない、または祝日などでデーゲーム開催であれば、17:55からの4時間5分バージョンでの放送となる。
- 土曜はデーゲーム開催時、16:00(14時試合開始の場合は17:00)を超えて放送された時は13:00 - 19:00に放送される「KBCサタデーミュージックカウントダウン」を、短縮して放送を行い、以降は「よるばけ!」が放送される。17:00開始の薄暮試合も含め、ナイトゲームで試合が行われる日には「ホークスナイター」が内包番組となるため、「KBCサタデーミュージックカウントダウン」と放送時間が重なる場合には「KBCサタデーミュージックカウントダウン」は17:00試合開始の日には16:55までの短縮放送となり、18:00試合開始時には、17:55までの放送に短縮される。ナイトゲームで試合が行われる日は、「よるばけ!」が試合終了後の22:00まで放送される。この場合、通常土曜22時に放送している「キテマス。K」は月曜21時に変更する。2016年シーズンまでは22:00以降も延長した場合は「ツーレツヨネコ」が、2017シーズンは「KBC長浜横丁」が短縮された。
- 日曜は21:00以降も延長した場合、「艶歌にっぽん」以降の番組は時間を繰り下げて放送するが、22時前の定時ニュースは延長時分に応じて休止されることがある。
  - なおデーゲームで17:45以後も試合が長引いた場合は、「健やかインフォメーション」を休止し、18:30までを限度に「KBC Sunday Music Hour」を延長放送。18:00を超えて続いている場合は、20:00からの「DJサワダデス」を休止した上で、「黒伊佐錦presents fumika のしょちゅ・girl」を延期放送する。

## 出演者

### 解説者

#### 現在
専属解説者
- 藤原満（1991年 - 1992年、1998年 - ）
- 西村龍次（2002年 - ）
- 前田幸長（2009年 - 。2015年からニッポン放送解説者兼。このため同年以降、QRとのネット関係となる土曜ナイターへはLFへの配慮から、他の屋内球場開催試合の裏開催時（STVなどへの個別ネット時を含む）に限り出演[44]。また、KBCとの関係上、LF制作でもRKBへの裏送りには出演しない一方、HBCやCBCへの裏送りには出演する）
- 森福允彦（2020年 - 。スポーツライブ+解説者兼）
- 松田宣浩（2024年 - 。ニッポン放送解説者兼）

ゲスト解説・本数契約
※いずれも公式サイトには記載なし。
- 平石洋介（2025年 - 。東北放送・J SPORTS解説者、文化放送ゲスト解説兼）
- 江川智晃（2025年 - 。主に関西地区担当）
- 内川聖一（2025年 - 。ニッポン放送ゲスト解説兼、ニッポン放送・文化放送制作のRKB毎日放送向け裏送り中継にも出演）

ホームゲーム（および関西圏以西でのビジターゲームの自社制作時）はおもに藤原と西村が担当していたが、藤原が70歳を超える高齢になったことへの配慮もあり、2020年から森福、2024年から松田が加入し4人体制で担当し、2025年は前田も久々に福岡に出張してホームゲーム（6月12日の対巨人戦）を担当する。前田は2009年より加入し、2010年までは同時期に加入した佐々木誠とともに東海圏以東におけるビジターゲームを担当していた。佐々木がNTT西日本硬式野球部のコーチ・監督に就任した2011年から2014年までは原則として、前田が一人で関東・東北のビジターゲーム（LF・QR等制作の裏送りを含む）を担当し、佐々木は関西での対オリックス戦ビジターゲーム（MBS・ABC制作の裏送りを含む。MBS制作時、同局の予備順位によってはMBS解説者とのダブル解説の場合あり）のみ担当する体制だった（阪神戦はABC・MBS制作中継をネットするため、KBCが自社制作する場合のみ担当）。佐々木がNTT西日本の監督を退任しソフトバンクのコーチに就任した後の2015年から2024年の関西地区発時はMBS・ABCの解説者が担当していた。2025年は前田や森福が来阪して担当するほか、江川が本数契約で関西の試合の担当に加わっている。北海道でのビジターゲームは裏送りであっても、原則としてSTVの解説者が担当する。
なおビジターでの解説者派遣は自社制作時もしくは系列局からの裏送り時のみで、本番カードとしての系列局との局間ネットの場合は原則として派遣されない。また、セ・パ交流戦における平日の対巨人戦のビジターゲームのナイターは、裏送りの場合でもLFの解説者のみの配置になることが多い。また、松田も前田同様にLF解説者を兼務するが、契約上本番カードしか担当していないため、ビジターゲームへの出演はセ・パ交流戦における対巨人戦などのNRN本番カード指定時に限定される。2025年より関東圏のビジターゲームに出演するする内川は、RKBの中継にも出演している。

#### 過去
専属解説者
- 大神武俊（1957年 - 1968年）
- 中西太（1976年 - 1978年）
- 永利勇吉（1956年 - 1962年）
- 河合保彦（1972年 - 1973年）
- 西村貞朗（1963年 - 1976年）
- 鬼頭政一（1983年 - 1985年）
- 河村英文（1964年 - 1971年、1974年 - 1982年、1986年 - 1998年）
- 仰木彬（1993年。朝日放送兼任。KBCラジオ制作中継にはABCラジオがNRNラインを取る月・金曜日に出演した一方、ABCラジオ制作中継に出演した際には仰木の解説がRKBラジオ経由で流れることがあった）
- 杉浦忠（1994年 - 2001年）
- 高橋慶彦（1999年 - 2001年）
- 佐々木誠（2009年 - 2014年）

ゲスト解説・本数契約
- 三原脩（日本ハムファイターズ球団社長時代にゲスト出演）
- 落合博満（1999年 - 2001年/テレビ朝日解説者時代の月1回ゲスト解説）
- 若田部健一（J SPORTS解説者／本数契約）
- 渡辺正和（ゲスト解説）
- 小林至（ゲスト扱い）

### 実況アナウンサー・リポーター

#### 現在
- 居内陽平

2015年（平成27年）入社。2016年よりベンチリポーター専任で新規加入。2017年から実況も担当。毎週金曜日はテレビ『アサデス。KBC』のスポーツコーナー、2023年4月からはKBCラジオの『ヒルマニ』金曜日パーソナリティをそれぞれ担当する他、2021年4月からは『PAO〜N』水曜日パーソナリティ（隔週）として和田と交互に出演するため原則的に（水曜はPAO〜N担当時）出演できない。
- 沖繁義

2004年（平成16年）中国放送から移籍。2023年4月からは『アサデス。ラジオ』金曜日のサッカーコーナー『アビトーーク』を担当するが、放送当日や前日に当番組の実況及びベンチリポート担当する場合もあり、出演の可否は状況により異なる。2023年7月10日の対西武戦（京セラドーム大阪）実況の後世界水泳福岡2023（7月14日〜7月30日迄開催）のテレ朝チャンネル向けの実況を担当する関係上一旦離脱し､8月12日の対北海道日本ハム戦から復帰した。(本来であれば8月9日の対楽天戦から復帰予定であったが台風6号接近に伴い試合中止となった。なお、この日はKBCテレビでも生中継予定であった）
- 和田侑也

2018年（平成30年）入社。2019年よりベンチリポーター専任で新規加入し、同年から実況も担当。但し水曜日は『PAO〜N』の曜日パーソナリティを隔週で担当（居内と交互。2021年3月迄は毎週金曜日担当）のため原則的に（水曜はPAO〜N担当時）出演できない。2024年までは毎週火曜日は『シリタカ!』のニュースMCも務めていたが、2022年7月26日(火)のオールスターゲーム中継ではホームランダービーの実況を担当した。その為、『シリタカ!』の当該週の出演は25日(月)のみであった。
- 小鹿潤

2022年（令和4年）入社。2023年8月19日(土）の対埼玉西武ライオンズ戦よりベンチリポーター専任で新規加入。現時点ではタイムテーブル上では記名されていない。但し毎週火曜日は『ぎゅっと』のニュースMCを担当するため原則出演しない。

#### 過去
- 太田祐輔

現：解説委員。2013年1月より『KBCニュースピア』『スーパーJチャンネル九州・沖縄』キャスター就任のため、2012年度を最後に近藤と入れ替わりで離任。『ニュースピア』終了後も本番組には復帰していない。
- 岡田浩一

現：大阪支社営業部。前述のCM明けジングルにも稀に登場する。
- 小城慶一
- 小澤晃

現：東京支社ラジオ事業部
- 加藤暁

1994年（平成6年）入社。2002年に退社して独立、NACK5『SUNDAY LIONS』などで実況を務める。
- 工藤悟
- 後庵継丸（現：フリー）
- 小林徹夫

2001年（平成13年）東北放送から移籍。2019年4月改編で『小林徹夫のアサデス。ラジオ』のパーソナリティー就任のため、同年3月29日ソフトバンク×西武開幕戦中継での実況を最後に一旦離脱。2022年2月24日を以って同番組を卒業し、同番組の担当曜日・担当時間が拡大する近藤と入れ替わりに実況アナウンサーとして5月4日の対オリックス戦にて復帰。なお、2022年からは当番組のディレクターも兼任している（後述の田上と入れ替わりの形）。2024年7月付で異動し担当から外れた。
- 近藤鉄太郎

2013年に太田と入れ替わりで当番組に復帰したが、『アサデス。ラジオ』の担当曜日・担当時間拡大に伴い、2021年度を最後に小林と入れ替わりで再度離任。ただし、2022年7月31日のソフトバンク対西武戦デーゲームでは、アナウンサー不足によりベンチリポートを担当した。
- 島村俊治

NHK→フリー（ニューヴォイス嶋村プロ代表）。主に関東圏でのビジターゲームを担当していた。
- 鈴木千恵

フリー・主にビジターゲームのリポーターを担当（NRN全国中継でも担当）。ホークス球団制作中継リポーター兼務。
- 巽孝之（現：報道部記者）
- 田上和延

1993年（平成5年）入社。ベテラン勢では唯一の生え抜き。2022年度より金曜日のみ『アサデス。ラジオ』のパーソナリティーを務めるため、同番組に支障のない範囲で担当。2021年シーズンまでは当番組のディレクターも兼任していた。2025年1月より『ぎゅっと』のキャスターに就任したため、2024年度を最後に離任。
- 月俣幸三

アナウンス部長を務めていた2009年6月にストライキのため一度復帰。
- 長岡大雅

2011・2012年のベンチリポーターのみ担当。公式サイトへの氏名の記載もなかった。その後『ドォーモ』MC、のちに『シリタカ!』メインキャスター就任により番組から遠ざかった。『シリタカ!』終了後2025年4月からはKBCラジオで『ポジモン!』を担当するが再び当番組に関わるかは未定。（但し現在はバスケットボールの試合でリポートのみ担当している事があり、業務に支障の無い範囲での出演は可能である）
- 西川恵三

現：東京支社総務部。アナウンス部長時代も不定期にスタジオ担当や監督インタビューを担当することがあった。
- 長谷川弘志

1957年（昭和32年）入社。1978年（昭和53年）のクラウンライターライオンズ身売りと同時にスポーツ実況を離脱。
- 松下由依

2022年8月6日のソフトバンク対楽天戦のみ。その日は『水と緑の物語』が放送された関係上、アナウンサー不足により急遽ベンチリポートを担当した。2025年からはKBCテレビの中継でベンチリポートを担当する場合がある。
- 三澤澄也

2013年よりベンチリポーター専任で新規加入。2015年から実況も担当。2018年には、平日に『ドォーモ』の生放送でMCを担当したため、実況の機会を週末の中継に限っていた。2021年も、月曜から木曜に『アサデス。7』の生放送でMCを担当しているため、実況の機会が金曜日から日曜日及び同番組が休止となる祝日に集約していたが、2022年度からは月〜木曜日は『アサデス。7』(メインMC)、金曜日は『アサデス。GOLD』(メインキャスター)をそれぞれ担当するため完全離任。
- 宮本啓丞

1998年のみベンチリポートを担当。
- 師岡正雄

1992年にニッポン放送へ移籍し、『ショウアップナイター』『Jリーグスーパースタジアム』実況を担当。KBC発全国中継にリポーターとして派遣されることが多い。また、平日のホークス戦裏送り中継や、ホークス戦が無い日のニッポン放送制作NRNネット中継で実況がKBCに流れることもある。ニッポン放送を早期退職してフリーとなった2018年以降、TBSラジオの野球中継撤退に伴い週末をニッポン放送が担当することになったRKB向けの裏送り中継は、2022年7月2日の対西武戦〈解説：川口和久〉にて初めて担当した（フリー転身後も、放送上は『ニッポン放送アナウンサー』の肩書で担当）。なお、JRN向け中継は2021年10月23日〈土曜デーゲーム〉のロッテ対日本ハム戦〈解説：谷繁元信、リポーター：宮田統樹〉のHBC向け裏送りが初めてだった。
- 和田安生

現：フリー。2022年シーズンまではKBCスポーツ部所属で当番組のディレクターも担当。岡田と同様にCM明けジングルにも登場する事があった。